# Lekkoatletyka na Letnich Igrzyskach Paraolimpijskich 2004 – rzut dyskiem kl. F12 mężczyzn
W rzucie dyskiem kl. F12 (zawodnicy niedowidzący) mężczyzn podczas Letnich Igrzysk Paraolimpijskich 2004 rywalizowało ze sobą 11 zawodników.

## Wyniki

### Finał
| Poz. | Zawodnik                | Narodowość        | Rezultat | Uwagi |
| ---- | ----------------------- | ----------------- | -------- | ----- |
| 1    | Sun Haitao              | Chiny             | 52.51    | WR    |
| 2    | Valdimir Andryushchenko | Rosja             | 44.49    |       |
| 3    | Rolandas Urbonas        | Litwa             | 43.32    |       |
| 4    | Vasyl Lishchynskyy      | Ukraina           | 43.21    |       |
| 5    | Russell Short           | Australia         | 42.54    |       |
| 6    | Yury Buchkou            | Białoruś          | 41.79    |       |
| 7    | David Casinos           | Hiszpania         | 38.81    |       |
| 8    | Albert van der Mee      | Holandia          | 37.51    |       |
| 9    | Inigo Garcia            | Hiszpania         | 34.58    |       |
| 10   | Vincent Martin          | Stany Zjednoczone | 30.40    |       |
| 11   | Willibald Monschein     | Austria           | 26.83    |       |